# جلنگتسا (استان اوپوله)
جلنگتسا (به لهستانی:  Dzielnica) یک روستا در لهستان است که در گمینا چیسک واقع شده‌است. جلنگتسا ۲۳۲ نفر جمعیت دارد.